# Mercedes-Benz OM656 (двигатель)
Mercedes-Benz OM656 — турбированный рядный шестицилиндровый дизельный двигатель производимый Mercedes-Benz с 2017 года. Был впервые представлен на рестайлинге W222 S-Class.

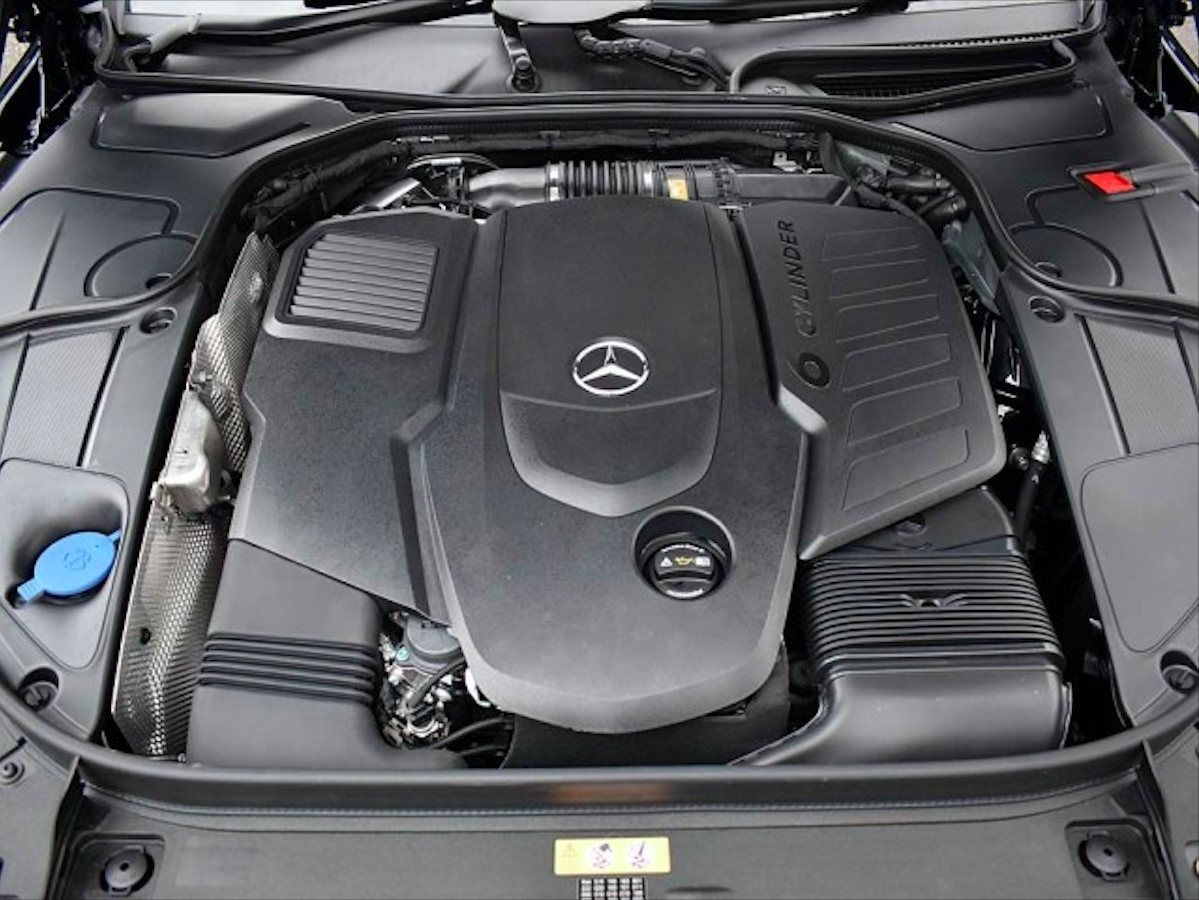
Двигатель Mercedes-Benz OM656

## Описание
Двигатель OM656 делит общую модульную платформу с 4- и 6-цилиндровыми, дизельными и бензиновыми двигателями Mercedes-Benz. Он заменяет предыдущий двигатель V6 OM642. Двигатель OM656 имеет два распредвала с изменением фаз газораспределения, а также использует впрыск AdBlue и рециркуляцию отработанных газов для снижения вредных выбросов. Стенки цилиндров покрыты сплавом из железа и углерода для снижения трения.

## Версии

### OM 656 D 29 R SCR
| Устанавливается на                                                                                                 | Серия          | Дата производства |
| --- | -------------- | ----------------- |
| Рабочий объём: 2925 см³, мощность: 210 кВт (286 л.с.) при 3400–4600/мин, крутящий момент: 600 Нм при 1200–3200/мин |                |                   |
| CLS 350 d 4MATIC                                                                                                   | C257           | с 03/2018         |
| G 350 d 4MATIC | W463           | с 12/2018         |
| S 350 d | серия 222 MoPf | с 07/2017         |

### OM 656 D 29 SCR
| Устанавливается на                                                                                                 | Серия          | Дата производства |
| --- | -------------- | ----------------- |
| Рабочий объём: 2925 см³, мощность: 250 кВт (340 л.с.) при 3600–4400/мин, крутящий момент: 700 Нм при 1200–3200/мин |                |                   |
| G 400 d | W463           | с 07/2019         |
| CLS 400 d 4MATIC                                                                                                   | C257           | с 03/2018         |
| E 400 d 4MATIC | серия 213      | с 04/2018         |
| S 400 d | серия 222 MoPf | с 07/2017         |